# 自然铜
自然铜（英語：Native copper）是铜元素的自然金属矿物。铜一般以化合态形式出现，而自然铜是一种相对稀有的矿藏。自然铜在史前文明史上是一种重要的矿产，在人类掌握金属冶炼技术之前，已开始使用其制作器具。 
自然铜矿一般呈现不规则的外观，立方体或八面体较为稀有。新鲜的断口是浅玫瑰色的，但由于风化作用，出土的矿石表面常有一层绿色的碱式碳酸铜。

## 历史与分布
北美苏必利尔湖畔的上密西根的Keweenaw半岛有世界上最大的自然铜储量，此矿区曽于十九世纪到二十世纪早期大量出产铜矿。早在公元前3000年，美洲原住民就开始在此地开采自然铜，同位素分析显示那时在美洲大陆就已出现部落间铜的贸易。在近代，第一个商业矿井于1840年代开始运作。苏必利尔湖西部的羅亞爾島也有可观的自然铜储量，但相比Keweenaw半岛，此地的矿井运作并不成功，只有一处曽盈利。
自然铜的主要产地还有玻利维亚的科羅科羅。
英语的铜（copper）来源于希腊语的kyprios，以賽普勒斯（英語：Cyprus）命名，是史前时期的自然铜矿产地。
中國古代將自然銅稱為赤銅。

## 圖集

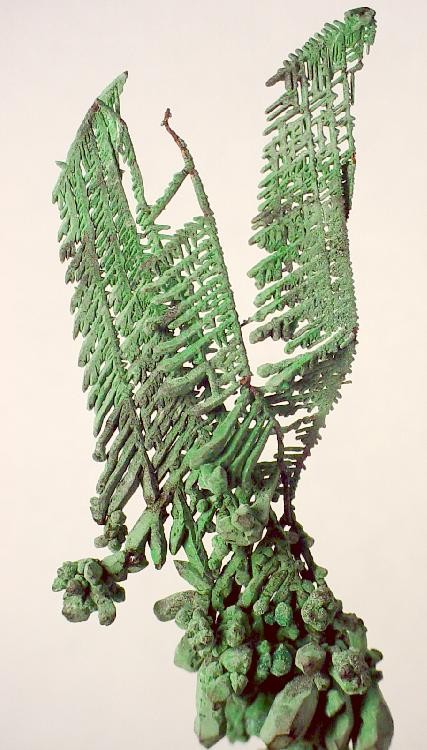
來自澳大利亚布罗肯希尔的自然銅
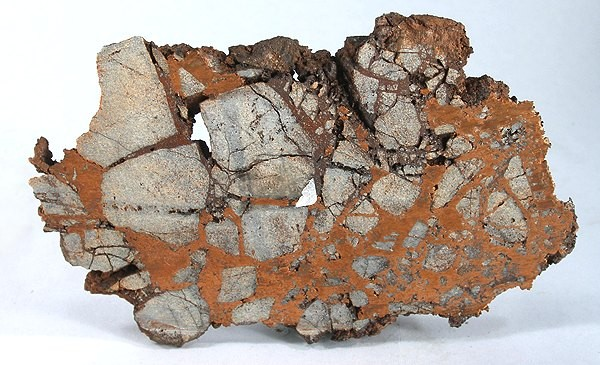
來自美国亚利桑那Ray矿山的自然銅，凝结在石缝中
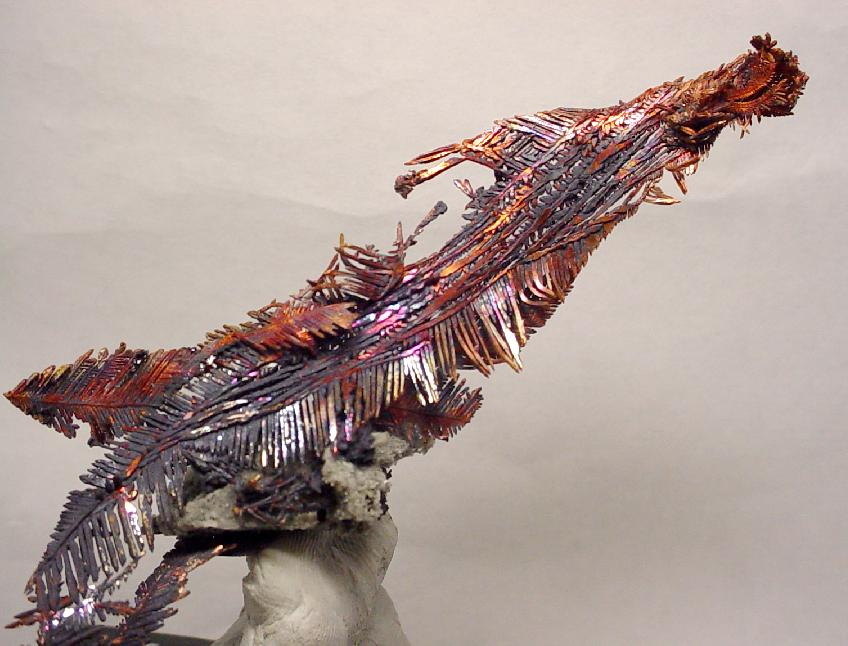
來自哈萨克斯坦Itauz矿山的自然銅
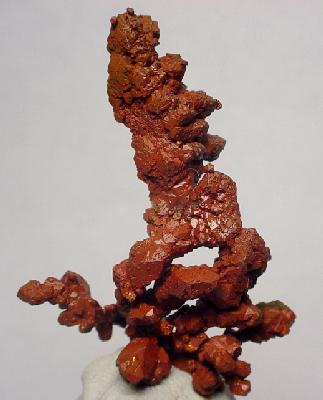
來自纳米比亚楚梅布的自然銅
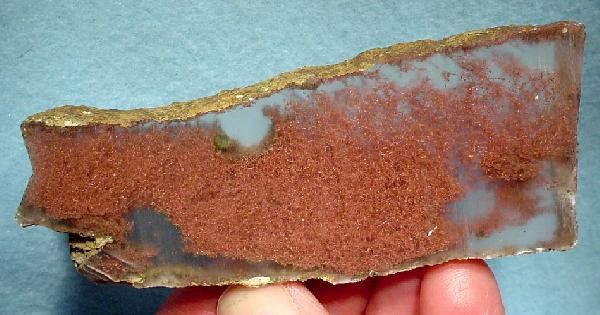
來自美国亚利桑那皮马县Mission矿山，石膏中的自然铜
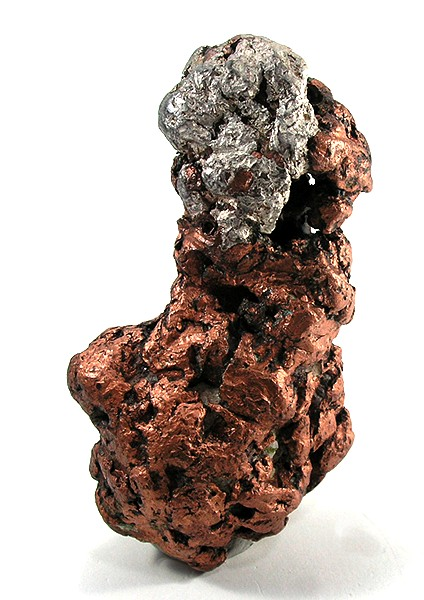
來自美国密歇根基威諾縣，半铜半银的矿块